# Wissigstock
Der Wissigstock ist ein 2887 m ü. M. hoher Berg der Urner Alpen in der Schweiz.

## Geographie
Der Wissigstock befindet sich ca. fünf Kilometer nordöstlich von Engelberg auf der Grenze der Kantone Obwalden und Uri und ist Teil der Bergkette unmittelbar nördlich des Surenenpasses. Zu seinem Gipfel laufen drei Grate, die gleichzeitig Gemeindegrenzen sind und den Gipfel zum Tripunkt der Gemeinden Engelberg, Isenthal und Attinghausen machen. Der Nordwestgrat zieht vom Rot Grätli über den Engelberger Rotstock und die Engelberger Lücke zum Gipfel, der Südwestgrat teilt sich in zwei Grate und erreicht die niedrigeren Nachbarberge Hahnen und Wissberg, und der Ostgrat zieht über die Blackenlücke zum etwas höheren Blackenstock. Das Terrain westlich und nördlich des Wissigstocks ist relativ flach und wird von zwei kleineren Gletschern bedeckt, dem Griessengletscher bzw. dem Schlossfirn. Gegen Südosten fällt das Gelände steil über Felswände zum Quellgebiet der Engelberger Aa, der Surenen, ab.

## Alpinismus
Der Berg kann als Alpinwanderung von Engelberg, der Bannalp oder dem Isental her über das Rot Grätli und die Engelberger Lücke aus bestiegen werden, wobei das Gelände im oberen Teil stellenweise weglos ist. Ungefähr 3 km westlich des Wissigstocks liegt im Anstieg die Rugghubelhütte. Im Winter ist eine Besteigung mit Ski möglich.

## Galerie

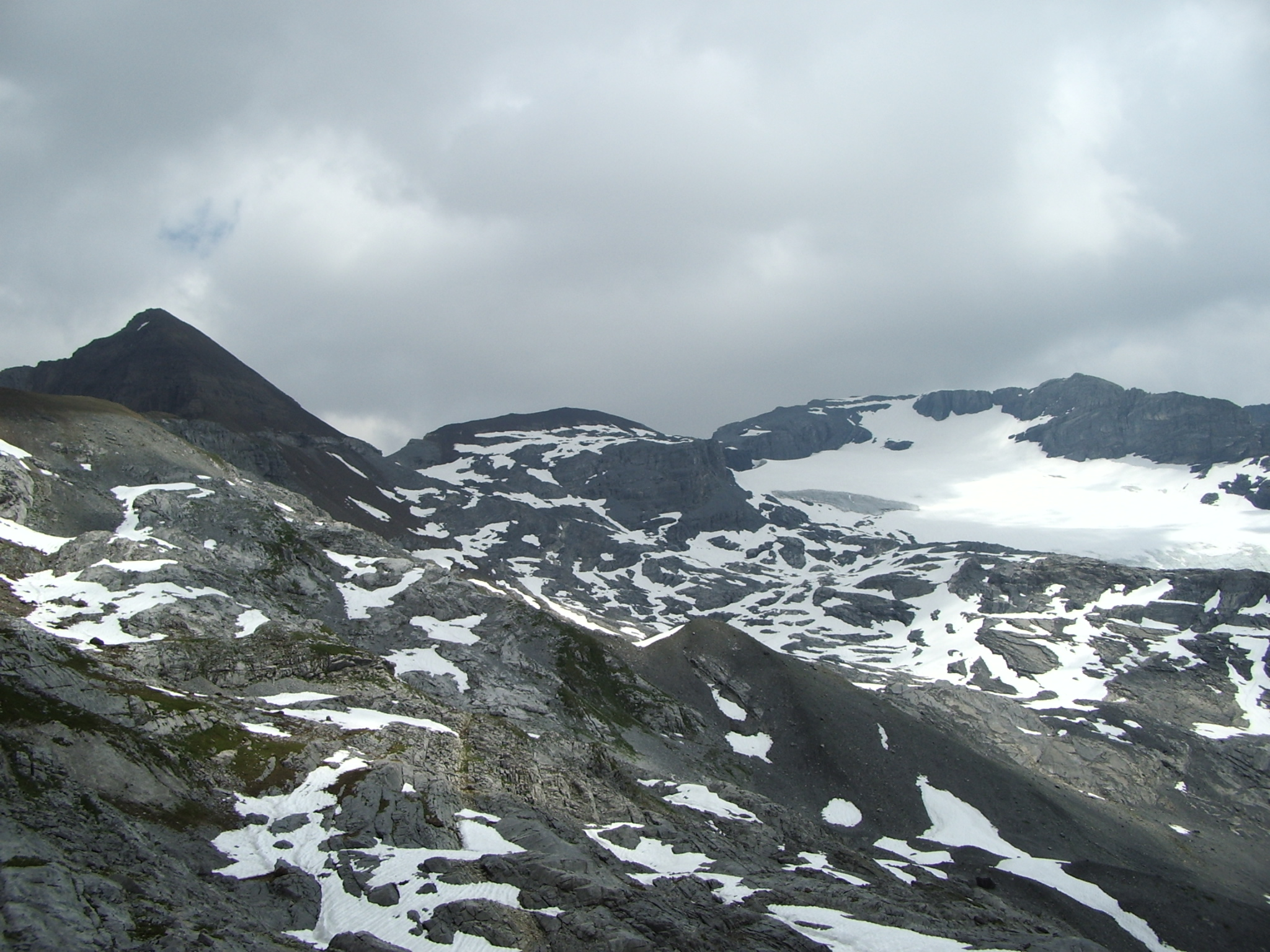
Wissigstock (rechts) und Engelberger Rotstock (links) von Westen
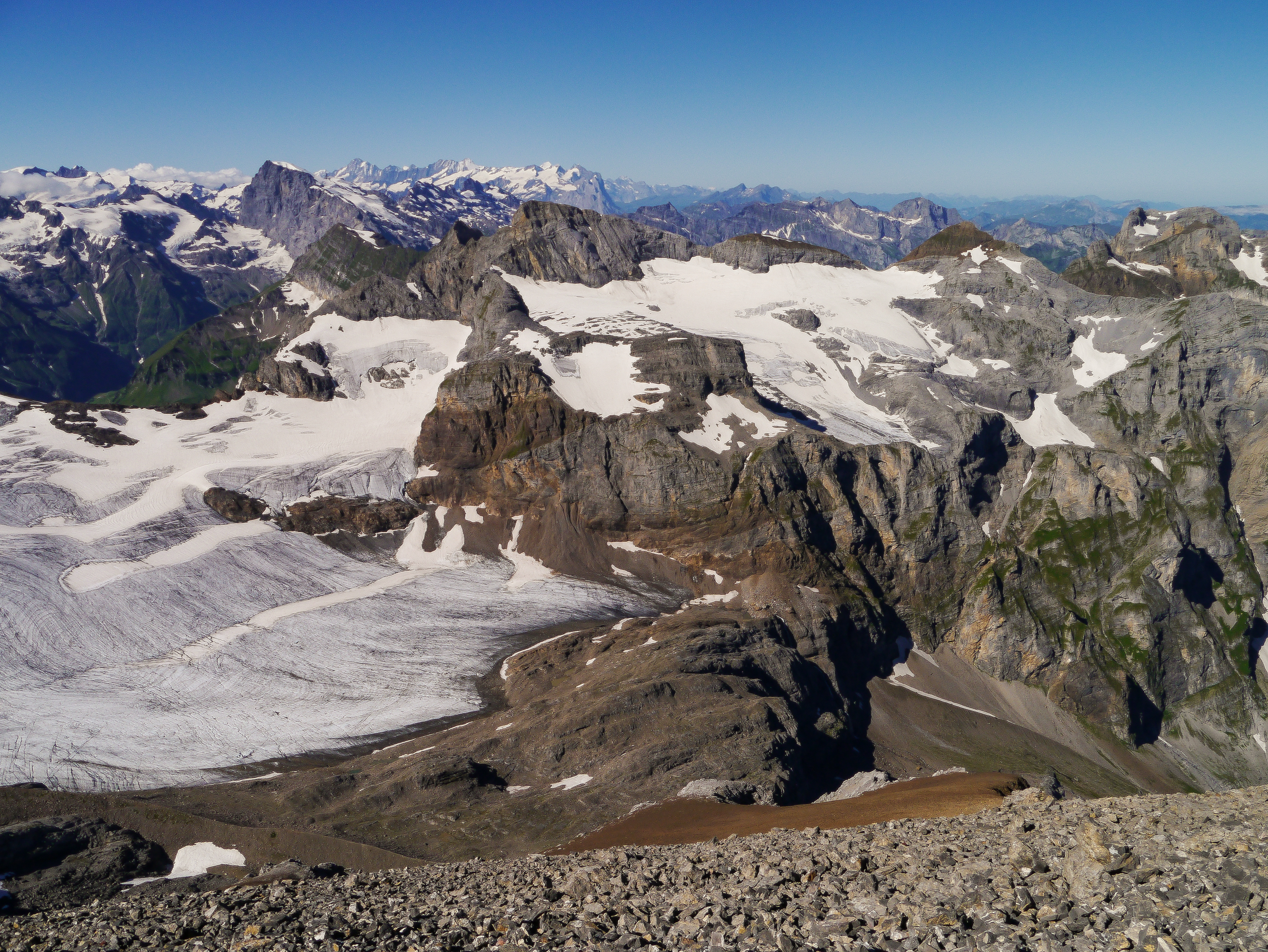
Wissigstock (links) vom Uri Rotstock aus